# El Pozo, Hidalgo
El Pozo är en ort i Mexiko.   Den ligger i kommunen Almoloya och delstaten Hidalgo, i den sydöstra delen av landet, 90 km öster om huvudstaden Mexico City. El Pozo ligger 2 722 meter över havet och antalet invånare är 125.
Terrängen runt El Pozo är kuperad, och sluttar västerut. Runt El Pozo är det ganska tätbefolkat, med 56 invånare per kvadratkilometer. Närmaste större samhälle är Apan, 16,8 km väster om El Pozo. Trakten runt El Pozo består till största delen av jordbruksmark.